# 삼성 경영권 불법 승계 등에 대한 재판
삼성 경영권 불법 승계 등에 대한 재판은 경영권 승계를 위한 삼성에버랜드 (현 제일모직)의 전환사채(CB) 및 삼성SDS의 신주인수권부사채(BW)의 3자 발행으로 인한 경영진의 배임 혐의에 대한 재판이다. 에버랜드 사건에서는 전, 현직 에버랜드 사장인 허태학, 박노빈씨가 기소되어 하급심에서 유죄가 선고되었으나 대법원에서 무죄취지로 항소심 판결을 파기하고 사건을 환송하였고, 삼성SDS 사건에서는 이건희 회장 등이 기소되어 하급심에서 일부 유죄 일부 무죄로 판단하였으나 대법원에서 무죄부분 중 일부에 대한 유죄 취지로 항소심 판결을 파기하고 사건을 서울고등법원으로 환송하였다.

## 삼성 에버랜드 전환사채 저가 배정 사건
1996년 12월 삼성 에버랜드가 전환사채를 헐값에 발행해 이재용을 제외한 97%의 주주가 전환사채를 인수 직후 실권함으로써 이재용이 집중적으로 전환사채를 가질 수 있었던 사건이다. 2000년 6월 법학교수 43명이 이건희 회장 등을 업무상 배임 혐의로 고발하였으나, 검찰은 2003년 12월 공소시효를 하루 앞두고 여론에 떠밀려 이건희 회장을 제외한 허태학, 박노빈 전 현직 에버랜드 사장만을 불구속 기소했다. 1심과 2심에서 모두 유죄를 선고받았으나, 대법원은 전환사채 발행 과정에서 형식적으로 주주 배정방식을 취했기 때문에 회사에 끼친 손해가 없다며 무죄취지로 원심판결을 파기하고 사건을 항소심법원에 환송하였다.

## 삼성SDS 신주인수권부사채 저가 배정 사건
1999년 2월 당시 비상장회사였던 삼성SDS의 이사회는 삼성SDS의 신주인수권부사채(BW)를 이재용씨 등에게 발행하면서 시장 가격에 비해 훨씬 저렴한 가격에 삼성SDS 주식을 인수할 수 있게 했고, 이에 대해 1999년 참여연대는 삼성SDS 이사들을 배임혐의로 고발했다.
이 사건은 검찰에 의해 6번 불기소되었고 결국 김용철 변호사의 양심선언 후 제정된 삼성 비자금 의혹 관련 특별검사의 임명 등에 관한 법률에 따라 특별검사 조준웅이 임명된 뒤, 특검의 기소로 심리가 시작되었다.
제1심은 서울중앙지방법원 제23형사부(재판장 민병훈)가 담당하여 일부 유죄·일부 무죄·일부 면소 판결을 선고하였고, 피고인들 및 특별검사가 모두 항소함에 따라 제2심(항소심)은 서울고등법원 제1형사부(재판장 서기석)가 담당하여 면소 부분만 무죄로 변경하는 취지의 판결을 하였으며, 이에 특별검사가 상고하였는바 대법원 제2부(대법관 양승태, 김지형(주심), 전수안, 양창수)는 삼성SDS(주) 신주인수권부사채(BW) 저가발행 부분에 대하여 유죄 취지로 판단하여 원심판결 중 관련 부분을 파기하고 서울고등법원에 환송하였다.

## 판결 내용 요약
| 구분                                                                                  | 공소사실의 요지 | 제1심(서울중앙지방법원) | 항소심(서울고등법원)                                                                                                   | 상고심(대법원) |
| ------------------------------------------------------------------------------------- | --- | --- | --- | --- |
| 삼성에버랜드(주) 전환사채(CB) 관련 특정경제범죄가중처벌등에관한법률위반(배임)의 점    | 에버랜드 주식의 최소한의 실제가치인 85,000원보다 현저히 낮게 전환가격 7,700원으로 전환사채를 이재용 남매에게 배정하게 하여 이재용 남매로 하여금 그 차액인 약 970억원 상당의 재산상 이익을 취득하게 하고, 에버랜드에게 같은 금액 상당의 손해를 가함 | 무죄(주주 배정방식으로 발행되었으므로 당시의 주식가치를 고려하여 전환가격을 정하여야 할 임무가 없음(조세법상 문제나 법인주주에 대한 배임죄 문제는 발생할 수 있으나 기소되지 아니하여 심판의 대상이 아니라는 취지도 부기)                                                                                    | 무죄(주주 배정방식이든 제3자 배정방식이든 회사에게 손해가 발생한다고 볼 수 없음)                                       | 무죄(주주배정이고 그 경우 회사에 손해가 없음) |
| 삼성SDS(주) 신주인수권부사채(BW) 관련 특정경제범죄가중처벌등에관한법률위반(배임)의 점 | 삼성SDS의 신주인수권부사채를 이재용 남매 등에게 저가로 인수하게 함으로써 이들에게 약 1,539억원 상당의 재산상 이익을 취득하게 하고 삼성SDS에게 그 금액 상당의 손해를 가함                                                                           | 면소(제3자 배정방식의 경우 기존주주들의 이익이 침해되고 이 사건에서는 상법 제424조의2에 의하여 회사의 손해로 포섭될 수 있으나, 공소사실의 평가액은 잘못이고 약 44억원 또는 약 30억원이 옳은 평가액이므로 특정경제범죄가중처벌 등에 관한 법률 제3조 제1항 제2호 위반으로 의율하여야 할 것이나 공소시효 경과) | 무죄(제1심이 제3자 배정방식의 발행에 있어서 기존주주들의 손해를 회사의 손해로 포섭할 수 있다고 판단한 부분은 법리오해) | 유죄 취지(공소사실 기재 55,000원에 인수되었을 개연성 인정이 어렵다는 이유만으로 공정한 신주인수권 행사가격이 얼마인지에 관하여 심리·판단하지 아니한 채 손해가 없다고 단정한 것은 법리오해) |
| 특정경제범죄가중처벌등에관한법률위반(조세)의 점                                       | 2000~2006년 차명 증권위탁계좌로 이건희 소유 주식 관리하면서 매도하고 양도소득을 신고하지 아니하여 양도소득세 포탈 | 1998. 12. 31. 이전에 취득한 주식에 대한 부분 무죄, 2001. 5. 31.자, 2002. 5. 31.자는 면소(공소시효 경과), 나머지는 유죄(조세포탈액 약 466억원) | 제1심 판단 유지 | 항소심 판단 유지 |
| 증권거래법위반의 점                                                                   | 2005~2007년 51회에 걸쳐 소유주식 변동내역 보고하지 아니함 | 유죄 | (항소심에서 다투지 않음)                                                                                               | . |
| 결과 요약                                                                             | . | 징역 3년에 집행유예 5년, 벌금 1,100억원, 일부 무죄, 일부 면소 | 면소 부분만 무죄로 바뀜                                                                                                | 삼성SDS BW 부분에 대한 판단만 유죄로 바뀜 |

## 1심

### 공판 관여자
- 재판부: 재판장 판사 민병훈, 우배석 판사 박종열, 좌배석 판사 오현석(주심)[2]
- 특별검사: 조준웅
- 특별검사보: 윤정석, 조대환, 제갈복성
- 변호인: 변호사 조준형, 변호사 이완수, 변호사 김승섭, 변호사 조해섭

### 재판 경과
- 2008년 6월 15일 공판준비기일 - 양측의 쟁점을 정리하고 증거수집 계획 수립[3]
- 2008년 6월 26일 삼성화재 횡령 공판[4]
- 2008년 7월 10일 조준웅 삼성 특별검사는 결심공판에서, 경영권 불법 승계로 계열사에 수천억원의 손해를 입히고 우량 계열사 주식을 차명으로 거래하며 세금을 포탈한 혐의로 이건희 전 회장에게 징역 7년에 벌금 3500억원을 구형했다.[5]
- 2008년 7월 16일 선고: 징역 3년에 집행유예 5년, 벌금 1,100억원, 일부 무죄, 일부 면소

## 항소심

### 공판 관여자
- 재판부: 재판장 판사 서기석, 우배석 판사 정재훈(주심), 좌배석 판사 이광영
- 특별검사: 조준웅
- 특별검사보: 윤정석, 조대환, 제갈복성
- 변호인: 변호사 조해섭, 이완수, 조준형, 김승섭

### 재판 경과
- 2008년 10월 10일 서울고등법원 제1형사부(재판장 서기석 부장판사)는 피고인 이건희에 대한 부분에 관하여는, 삼성SDS 신주인수권부사채 저가발행 부분에 대한 제1심의 면소 판단 부분을 무죄로 변경한 것을 제외하고는 제1심의 판단을 그대로 유지하였다.[6] (판결문[깨진 링크(과거 내용 찾기)])

## 상고심
2009. 5. 29. 주주배정방식에 의한 전환사채 발행과 제3자 배정방식에 의한 신주인수권부사채 발행 모두 배임죄가 성립되지 않는다고 본 원심에 대하여 제3자 배정방식에 의한 신주인수권부사채 발행은 배임죄가 성립된다는 이유로 원심을 파기하였다.

## 사면
이명박 대통령은 평창 동계올림픽 유치 준비를 이유로 이건희를 사면하였다.

## 같이 보기
- 삼성 에버랜드 전환사채 저가 배정 사건
- 삼성SDS 신주인수권부사채 저가 배정 사건
- 업무상배임죄